# Gert van den Berg

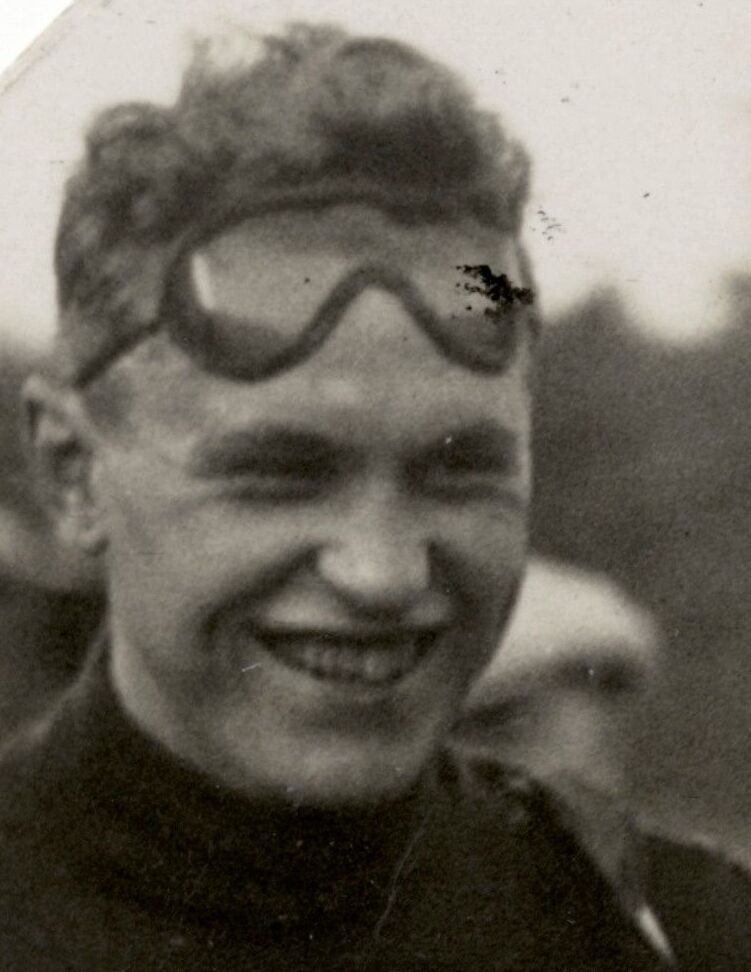
Gert van den Berg (1925)

Gerrit „Gert“ van den Berg (* 24. Mai 1903 in Amsterdam; † 20. oder 21. Jahrhundert) war ein niederländischer Radrennfahrer und nationaler Meister im Radsport.

## Sportliche Laufbahn
Gert van den Berg war im Straßenradsport aktiv. 1925 wurde er bei den Straßenradsport-Weltmeisterschaften Dritter hinter dem Sieger Rik Hoevenaers. Die Straßenradsport-Weltmeisterschaften wurden bis 1926 nur für Amateure ausgetragen. 1925 wurde er hinter Joop van der Aar Zweiter der nationalen Meisterschaft im Straßenrennen der Amateure. 1927 kam er in der Profimeisterschaft der Niederlande beim Sieg von Joep Franssen auf den 3. Platz.